# 笠松病院 (岐阜県)
笠松病院（かさまつびょういん）は、岐阜県岐阜市にある病院。
労災指定病院、救急指定病院である。また、岐阜市南部の医療の中心であり、岐阜大学医学部附属病院、岐阜県総合医療センター、岐阜市民病院と連携を行なっている。また、喜の里（指定介護老人保健施設）、ケアマネジセンター　セイユー（指定居宅支援事務所）、フューチャー（訪問介護ステーション）、うずら訪問看護ステーションなどを併設する。
病院名の笠松とは岐阜県羽島郡笠松町のことであり、病院の開設された地名に由来する。開設地は木曽川の堤防に隣接し、笠松町の中心地（現在の笠松町役場付近）であった。敷地拡張が困難のため移転したという。

## 診療科
- 内科
- 小児科
- 整形外科
- 外科
- 脳神経外科
- 小児外科
- 肛門科
- リハビリテーション科

## 病床数
- 88床
  - 一般：45床
  - 療養：43床

## 所在地
- 岐阜県岐阜市中鶉3丁目11

## 交通機関
岐阜駅、名鉄岐阜駅より
- 岐阜バス「W65 墨俣」「W66岐阜流通センター」「W67岐阜聖徳学園大」「68岐阜流通センター」行き「岐阜聖徳学園高校前」バス停下車、徒歩5分。
- 岐阜バス「E13 岐阜保健大学前」行き「岐阜保健大学」バス停下車、徒歩8分。

西岐阜駅より
- 岐阜バス「笠松駅」行き「聖徳学園口」バス停下車、徒歩3分。

笠松駅より
- 岐阜バス「JR西岐阜駅」行き「聖徳学園口」バス停下車、徒歩3分。

## 沿革
- 1946年（昭和21年）：岐阜県羽島郡笠松町相生町に山本医院として開業。
- 1948年（昭和23年）：病床新設（3床）。
- 1952年（昭和27年）：病床数増床（19床）。
- 1955年（昭和30年）：笠松病院に改称、病床数増床（24床）。
- 1963年（昭和38年）：医療法人清友会を設立。
- 1964年（昭和39年）：病床数増床（51床）。
- 1968年（昭和43年）：病床数増床（64床）。
- 1986年（昭和61年）：病床数増床（70床）。
- 1988年（昭和63年）：現在地に移転。病床数増床（88床）。
- 1989年（平成元年）：介護老人保健施設「喜の里」を開設。